# 田中信夫
田中 信夫（たなか のぶお、1935年8月1日 - 2018年10月17日）は、日本の声優、俳優。東京俳優生活協同組合に所属していた。東京府東京市大森区大森（現：東京都大田区大森）出身。
代表作は、吹き替えでは『コンバット!』のサンダース軍曹、『スパイ大作戦』のバーニー・コリアー、シドニー・ポワチエやバート・レイノルズといった俳優を担当、ナレーションでは水曜スペシャル『川口浩探検隊シリーズ』、『さんまのスーパーからくりテレビ』、『藤岡弘、探検隊シリーズ』、『TVチャンピオン』などがある。

## 略歴
テレビ草創期から活躍。玉川学園中学部・高等部、玉川大学卒業。昆虫採集ばかりしていたが、教師から「劇をやらないか」と誘われて芝居を始める。ラジオ東京放送劇団研究生としてキャリアをスタートさせ、後に同劇団6期生になる。当時劇団の先輩には大平透、大木民夫、浦野光らがいた。青年工房、土の会、俳優企画を経て、1968年から死去するまでは東京俳優生活協同組合に所属していた。
2010年に第4回声優アワード功労賞を受賞。
2018年10月17日6時20分、食道癌のため、東京都内の医療機関で死去。83歳没。訃報はメディアより先行して生前『アニメ三銃士』で共演した平野文が公表している。

## 人物
声域はバリトン。
俳優としてのテレビドラマ出演もあるが、声優・ナレーターとしてその声が広く知られていた。
報道番組やチャレンジ番組、特撮ヒーロー番組などでナレーションを務めることが多く、1980年代に人気となったテレビ朝日系『水曜スペシャル・川口浩探検隊シリーズ』および平成期の『藤岡弘、探検隊シリーズ』や、テレビ東京系『TVチャンピオン』のナレーションなどで知られる。『轟轟戦隊ボウケンジャー』ではミスター・ボイスの声で、10年ぶりに特撮作品に出演した。
海外ドラマ・洋画吹き替えへの出演も多く、専属（フィックス）であるシドニー・ポワチエとバート・レイノルズをはじめ、グレッグ・モリスやダニー・グローヴァーら黒人俳優の吹き替えの他、ヴィック・モローなどを持ち役としていた。
『コンバット!』のサンダース軍曹は本人によると「強くなければならないし怖くなければならない」という設定であり、また「声を担当する私は全くその逆であるわけですから、そのギャップを上手く埋められるかどうか、それが一番心配でしたね」と苦悩を語っている。また、田中は若手時代に声を担当したヴィック・モローと実際に対談したこともある。
特技は落語。俳協に所属後、落語研究会に参加して落語を始めた。高座名はたのぶ家たの助。

## 後任・代役
2011年以降は仕事を徐々にセーブしており、一部の担当していた役やナレーションを交代している。田中の高齢および死後に伴う代役・後任は以下の通り。
| 後任         | 役名                   | 概要作品                          | 後任の初担当作品                                         |
| ------------ | ---------------------- | --------------------------------- | -------------------------------------------------------- |
| 金尾哲夫     | ロイ・ターナー         | 『がんばれ!ベアーズ』テレビ朝日版 | DVD追加収録部分                                          |
| 丸山壮史     | バーニー・コリアー     | 『スパイ大作戦』                  | 第4シーズンDVD追加収録部分                               |
| 丸山壮史     | ラモン・エスペランザ   | 『ダイ・ハード2』テレビ朝日版     | スター・チャンネル追加収録部分                           |
| 石田彰       | ナレーション           | 『TVチャンピオン』                | 「レゴブロック王選手権2011」                             |
| キートン山田 | ナレーション           | 『TVチャンピオン』                | 「芸能人レゴブロック王決定戦」                           |
| 窪田等       | ナレーション           | 『TVチャンピオン』                | 「芸能人レゴブロック王決定戦」                           |
| 佐藤アサト   | ナレーション           | 『TVチャンピオン』                | 『TVチャンピオンR』                                      |
| 小柳良寛     | ナレーション           | 『TVチャンピオン』                | 『TVチャンピオン極 〜KIWAMI〜』                          |
| 大塚明夫     | ナレーション           | 『TVチャンピオン』                | 『TVチャンピオン3』                                      |
| 真地勇志     | ナレーション           | TBS『徳川埋蔵金シリーズ』         | TBA                                                      |
| 田中耕二     | ハービー・デント検事   | 『バットマン』テレビ朝日版        | WOWOW追加収録部分                                        |
| 松川裕輝     | ロバート・マルドゥーン | 『ジュラシック・パーク』          | 『LEGO ジュラシック・パーク:アンオフィシャル・リメイク』 |

## 出演
太字はメインキャラクター。

### 吹き替え

#### 映画
時期不明
- SF失われた島（父〈マクレー博士〉〈リチャード・グリーン〉）
- CIA・バイオニック・エージェント/アサシン（ヘンリー〈ロバート・コンラッド〉）
- 女性上位時代（カルロ・デ・マルキ博士〈ジャン＝ルイ・トランティニャン〉）
- 泣きぬれた天使（ボブ〈アンリ・ヴィダル〉）
- 猫（ベンデトー〈リンデン・チャイルズ〉）

1967年
- シェラ・デ・コブレの幽霊（ヘンリー・マンドール〈トム・シムコックス〉）※NET版

1968年
- 白鯨（イシュメール〈リチャード・ベースハート〉）※NET版
- 大平原（ジェフ・バトラー〈ジョエル・マクリー〉）※NET版

1969年
- にがい米（マルコ〈ラフ・ヴァローネ〉）※NHK版
- 私生活（エドモンド〈ニコラ・バタイユ〉/トバー〈ジル・ケアン〉）※NET版

1970年
- フランケンシュタインの逆襲（ポール・クレンプ〈ロバート・アーカート〉）※日本テレビ版

1971年
- 国際諜報局（ジョック・カーズウェル〈ゴードン・ジャクソン〉）※TBS版
- ガールハント（ファーガソン・ハワード大尉〈スティーブ・マックイーン〉）※フジテレビ版
- 博士の異常な愛情（ロザー・ゾッグ少尉 / ソギー〈ジェームズ・アール・ジョーンズ〉）※NET版
- テラー博士の恐怖（ジム・ドーソン〈ニール・マッカラム〉）※フジテレビ版
- 紳士協定（デイヴ・ゴールドマン〈ジョン・ガーフィールド〉）※NET版
- ボディガード（フレミング〈ケネス・ヘルグ〉）※NET版

1972年
- シャイアン砦（ワイルド・ビル・ヒコック〈ドン・マレー〉）※NET版
- 戦場のガンマン（グレン・ホフマン中尉〈ジャンニ・ガルコ〉）※TBS版
- ヘルファイター（グレッグ・パーカー〈ジム・ハットン〉）※フジテレビ版
- 史上最大の作戦（シーン中尉〈スチュアート・ホイットマン〉）※NET版
- 長い灰色の線 ※NET版

1973年
- 墓石と決闘（アンディ・ワルショー〈スティーブ・イーナット〉）※NET版
- 攻撃（ハロルド・ウッドラフ中尉〈ウィリアム・スミサーズ 〉）※NET版
- 俺たちは天使じゃない（アルバート〈アルド・レイ〉）※フジテレビ版
- 全艦発進せよ（ランダル中尉〈サム・ギルマン〉）※フジテレビ版
- 戦う翼（バズ・リックソン大尉〈スティーブ・マックイーン〉）※NET版
- 黒いオルフェ（オルフェ〈ブレノ・メロ〉）※フジテレビ版

1974年
- 恐怖の館（ポール・ウォーデン〈ダーレン・マクギャヴィン〉）※日本テレビ版

1975年
- 猿の惑星（トーマス・ドッジ中尉〈ジェフ・バートン〉）※フジテレビ版
- 魚雷特急（バーデン中佐〈ガイ・ストックウェル〉）※NET版
- 地球最後の男オメガマン（ザカリー〈リンカーン・キルパトリック〉）※NET版
- 世界殺人公社（イワン・ドラゴミロフ〈オリヴァー・リード〉）※TBS版

1976年
- チャレンジャー（コーディ・スキャンロン〈シーン・ギャリソン〉）※フジテレビ版

1977年
- ドク・ホリディ（アイク・クラントン〈マイケル・ウィットニー〉）※TBS版

1978年
- 荒野の七人・真昼の決闘（ノア・フォーブス〈マイケル・カラン〉）※TBS版
- ティファニーで朝食を（ミスター・ユニオシ〈ミッキー・ルーニー〉）※フジテレビ版

1979年
- グリズリー（アーサー・スコット〈リチャード・ジャッケル〉）※東京12ch版
- 最後の絞殺魔 ブロンド美女謎の猟奇連続殺人（ザック・ケイン〈ロバート・ビハーロ〉）※東京12ch版
- キラー・エリート（ユエン・チュン〈マコ岩松〉）※TBS版

1980年
- 地獄の大墜落/エア・インフェルノ（カール・トビアス〈ウィリアム・シャトナー〉）※フジテレビ版
- 全艦発進せよ（グイグリー中佐〈レックス・バーカー〉） ※東京12ch版
- 黒いチューリップ（ラ・ムーシュ男爵〈アドルフォ・マルシリャチ〉）※東京12ch版

1984年
- 黄昏（ビル・レイ〈ダブニー・コールマン〉） ※フジテレビ版

1985年
- ケニー・ロジャースの荒野のギャンブラー（ブレイディ・ホークス〈ケニー・ロジャース〉） ※NHK版
- ネバーセイ・ネバーアゲイン（フェリックス・ライター〈バーニー・ケイシー〉）※フジテレビ版

1987年
- エアポート'77/バミューダからの脱出（ドン・ギャラガー〈ジャック・レモン〉）※テレビ朝日版
- 愛を覚えていますか（ジェリー・カプラン〈ロン・リフキン〉） ※NHK版
- スペースバンパイア（コリン・ケイン大佐〈ピーター・ファース〉）※テレビ朝日版

1988年
- ブラックライダー（クイント〈トミー・リー・ジョーンズ〉）※テレビ朝日版

1989年
- スペース・レイダース（ホーク〈ヴィンス・エドワーズ〉）※TBS版
- 銀河伝説クルール（トーキル〈アラン・アームストロング〉）※テレビ朝日版
- マニアック・コップ（パイク本部長〈リチャード・ラウンドトゥリー〉）※テレビ朝日版
- レッド・スコルピオン（カルンダ・キントッシュ〈アル・ホワイト〉）※ソフト版
- 大混乱（ローマン・クレイグ〈ダン・エイクロイド〉）※ソフト版
- 新・手錠のままの脱獄（カレン・モンロー〈カール・ウェザース〉）※テレビ朝日版
- キング・オブ・デストロイヤー/コナンPART2 ※テレビ朝日版
- エイリアン・ネイション（マシュー・サイクス〈ジェームズ・カーン〉）※ソフト版

1990年
- ファイヤーフォックス（ウラジミロフ将軍〈クラウス・レーヴィッチェ〉）※TBS版
- ロボコップ（クラレンス・ボディッカー〈カートウッド・スミス〉）※テレビ朝日版
- ビルとテッドの大冒険（ルーファス〈ジョージ・カーリン〉）※ソフト版
- シェーン（ジョー・スターレット〈ヴァン・ヘフリン〉）※テレビ東京版

1991年
- ウォール街（カール・フォックス〈マーティン・シーン〉）※フジテレビ版
- 薔薇の名前（老アドソのナレーション〈ドワイト・ウエスト〉）※テレビ朝日版
- エド・マロー〜テレビを変えた男（フランク・スタントン〈ジョン・マクマーティン〉）※NHK版
- ブルーベルベット（ジョン・ウィリアムズ〈ジョージ・ディッカーソン〉）※テレビ東京版
- ロビン・フッド（ロジャー・ダゲール男爵〈ジェローン・クラッベ〉）※ソフト版
- MOON44（サイクス軍曹〈レオン・リッピー〉）※ソフト版
- バトル・ファイター（ハリー・'パンチー'・モーゼス〈エドワード・アルバート〉）※テレビ東京版

1992年
- エクスプロラーズ（チャーリー・ドレイク〈ディック・ミラー〉）※フジテレビ版
- ワン・マン・フォース（アダムス〈リチャード・リンチ〉）※TBS版
- 恋のゆくえ/ファビュラス・ベイカー・ボーイズ（ヘンリー〈アルバート・ホール〉）※テレビ東京版
- ロマンシング・ストーン 秘宝の谷（ゾロ〈マヌエル・オヘイダ〉）※テレビ朝日版
- ブルージーン・コップ（ホーキンス〈ロバート・ギローム〉）※日本テレビ版
- ドリーム・ゲーム/夢を追う男（ヴァージル・スウィート〈エドワード・ジェームズ・オルモス〉）※ソフト版

1993年
- フールズ・ゴールド/史上最大の金塊強奪事件（ブライアン・ロビンソン〈ブライアン・クロウチャー〉） ※NHK版
- トレマーズ（アール・バセット〈フレッド・ウォード〉）※テレビ朝日版
- 戦慄のレッド・ボーダー／暗殺への報酬（ジョン・ハイド〈マーティン・シーン〉）※テレビ東京版
- 刑事ニコ/法の死角（ネルソン・フォックス〈チェルシー・ロス〉）※テレビ朝日版
- 沈黙の戦艦（ベイツ提督〈アンディ・ロマーノ〉）※ソフト版

1994年
- 処刑リスト（ミッチャム〈チャールズ・ネイピア〉）※テレビ朝日版
- パニック・イン・スタジアム（クリス・バトン巡査部長〈ジョン・カサヴェテス〉）※テレビ朝日版
- ジュラシック・パーク（ロバート・マルドゥーン〈ボブ・ペック〉）  ※ソフト版
- ロケッティア（ピーヴィー〈アラン・アーキン〉）※テレビ朝日版

1995年
- 裸の銃を持つ男PART2 1/2（クエンティン・ハプスバーグ〈ロバート・グーレ〉）※テレビ朝日版
- ソルジャー・ゴールド（ジョン・クリース〈ロジャー・E・モーズリー〉）※ソフト版
- 星の国から来た仲間（ジェイソン〈エディ・アルバート〉）※WOWOW版

1996年
- サーチ&デストロイ（マーティン・マーカイム〈グリフィン・ダン〉）
- ルトガー・ハウアー 処刑脱獄（ベン・コーベット〈ルトガー・ハウアー〉）※テレビ東京版

1997年
- 熱い女（バーンズ〈ランス・ヘンリクセン〉 ※ソフト版

1999年
- スリー・リバーズ（ニック・デティーロ〈デニス・ファリーナ〉）※テレビ朝日版
- ピースキーパー（ダグラス・マーフィー中佐〈マイケル・サラザン〉）※テレビ朝日版

2000年
- ホワイトハウス狂騒曲（オラフ・アンダーソン〈ジョー・ドン・ベイカー〉）※テレビ朝日版

2001年
- エアフォース・ワン（コールドウェル少佐〈ウィリアム・H・メイシー〉）※日本テレビ版

2005年
- サボテン・ブラザース（ラッキー・デー〈スティーヴ・マーティン〉）※テレビ東京版
- スパイ・ゲーム（トロイ・フォルジャー〈ラリー・ブリッグマン〉）※テレビ東京版

2006年
- イナフ（ジュピター〈フレッド・ウォード〉）※テレビ東京版

2011年
- イースターラビットのキャンディ工場（本人、〈ヒュー・ヘフナー〉）※劇場公開版

#### ドラマ
時期不明
- アウター・リミッツ（テッド・ピアソン、ジョセフ・ラードン、ピーター・チャンドラー）
- インディ・ジョーンズ/若き日の大冒険（フランツ）
- トワイライト・ゾーン
  - 第12話『縄』（ギャレゴjr）

1961年
- パパ大好き（1961年-1963年、マイク・ダグラス〈ティム・コンシダイン〉）※フジテレビ版

1967年
- ラット・パトロール ※日本テレビ版
  - 第22話『野獣・生け捕り作戦』（フィッシャー大尉〈ロバート・ケナップ〉）

- すてきなアン（ドン・ホリンジャー〈テッド・ベッセル〉）※NET版
- ワイオミングの兄弟（1967年-1968年、ルエル・ジャクソン〈ジェームズ・ウェストモアランド〉）※NHK版

1968年
- 電撃スパイ作戦 ※フジテレビ版
  - 第3話『爆破計画666』（クライブ〈リンバート・スペンサー〉）

- 弁護士ジャッド ※NHK版
  - 第12話『やり直し裁判』（ジェッシー・アーロンズ〈ブロック・ピーターズ〉）

1969年
- ジョー90 ※NET版
  - 第28話『裏切りのテスト飛行』（スレイ博士〈ゲイリー・ファイルズ〉）

1970年
- 特捜隊アダム12（1970年 - 1972年、ジム・リード巡査〈ケント・マッコード〉）※フジテレビ版
- 謎の円盤UFO（1970年 - 1971年、ピーター・カーリン大尉〈ピーター・ゴーディノ〉、ムーンベース警備員〈スティーヴ・コリー〉、ホールデン〈ジョン・ゴライトリー〉、スティーヴ・ミント〈スティーヴン・バーコフ〉、カール・メイソン〈ニール・マッカラム〉）※日本テレビ版
- ハワイ5-0（ダニー・ウィリアムズ〈ジェームズ・マッカーサー〉）※フジテレビ版
- ネーム・オブ・ザ・ゲーム（アンディ・ヒル〈クリフ・ポッツ〉）※フジテレビ版

1973年
- 警部マクロード（1973年 - 1974年、ジョー・ブロードハースト刑事〈テリー・カーター〉）※NET版

1977年
- 刑事ブロンク（ジョン・ウェッバー巡査部長〈トニー・キング〉）※TBS版
- 特別狙撃隊S.W.A.T. ※東京12ch版
  - 第12話『ヘリコプター機動作戦』（ボー・テイト〈ハル・ウィリアムズ〉）

- チャーリーズ・エンジェル ※日本テレビ版
  - 第2話『白い粉!メキシコの誘惑』（サム・テイラー〈エドワード・パワー〉）
  - 第20話『怪奇!女優にまつわる陰謀』（フランク・ロス〈ピーター・マクリーン〉）

- 地上最強の美女バイオニック・ジェミー ※日本テレビ版
  - 第24話『警官ジェミー只今特訓中』

1982年
- マルコ・ポーロ シルクロードの冒険（ウォン・ジュー〈スーン＝テック・オー〉）※TBS版

1986年
- 特攻野郎Aチーム ※テレビ朝日版
  - 『大アマゾンの秘宝』（ドイル〈マイケル・プレストン〉）

1987年
- ナイトライダー ※テレビ朝日版　
  - 第33話『激闘！魔の巨大ダム捜査・ナイト2000決死のターボ・ジャンプ』（フランク・プール〈マイク・ジェノヴィーズ〉）

- 特捜刑事マイアミ・バイス ※テレビ東京版
  - 第28話『朽ちかけの愛』（ホアン・カルロス・シルヴァ〈ホセ・ペレス〉）

1989年
- スクリーンプレイ ※NHK版
  - 第5話『バルモラル通りにドラムが響く』(ウォレス〈ヒュー・クァーシー〉 )

- 南北戦争物語 愛と自由への大地（ギャリソン・グレイディ〈ジョーグ・スタンフォード・ブラウン〉）※NHK版

1991年
- ロンサム・ダブ（ブルー・ダック〈フレデリック・フォレスト〉）※NHK版
- シャーロック・ホームズの冒険 ※NHK版
  - 第30話『ボスコム渓谷の惨劇』（サマビー警部〈ジョナサン・バーロウ〉）

1992年
- 名探偵ポワロ ※NHK版
  - 第27話『スペイン櫃の秘密』（エドワード・クレイトン〈マルコム・シンクレア〉）

1993年
- 第一容疑者　※NHK版
  - 第2話『顔のない少女』（トレイナー警視長〈スタッフォード・ゴードン〉）

1995年
- ベイウォッチ（1995年 - 1996年、ドン・ソープ隊長〈モンテ・マーカム〉）※NHK版
- 三国志演義（龐統士元〈金書貴〉）※NHK版
- 新アウターリミッツ
  - 第9話『瞳の中の悪魔』（パラス医師〈クリス・サランドン〉）
  - 第30話『究極の決断』（チャールズ・ホルジー大統領〈ロバート・フォックスワース〉）

- 新スタートレック
  - 第24話『時のはざまに』（ポール・マンハイム博士〈ロッド・ルーミス〉）
  - 第64話『アンドロイドのめざめ』（アンソニー・ハフテル提督〈ニコラス・コスター〉）
  - 第129話『生命リンクテレパシー』（ベス・アルカー大使〈チャールズ・ルシア〉）

1997年
- 修道士カドフェル ※NHK版 
  - 第10話『門前通りのカラス』（ジファード卿〈トム・ジョージソン〉）

2007年
- モンスターズ
  - 第5話『愛しのゾンビ』（父〈エド・ウィーラー〉）

#### アニメ
1992年
- ザ・シンプソンズ（1992年、カール〈ハンク・アザリア〉）
- バットマン（サイモン・トレント / グレイ・ゴースト〈アダム・ウェスト〉）※テレビ東京版

#### 人形劇
1965年
- スーパーカー ※フジテレビ版
  - 第19話『海底の神殿』（山賊のスピロス〈ジョージ・マーセル〉）

1968年
- ジョー90 ※NET版
  - 第11話『地獄の生き埋め』（セルカーク〈ゲイリー・ファイルズ〉）
  - 第13話『幽霊教会の対決』（メイソン〈マーティン・キング〉）
  - 第15話『北海のミサイル回収』

1969年
- ジョー90 ※NET版
  - 第28話『裏切りのテスト飛行』（スレイド博士〈ゲイリー・ファイルズ〉）

1972年
- ジョー90 ※東京12ch版
  - 第26話『世界一のボディガード』（交換手、給仕）
  - 第23話『愉快なまぼろし作戦』（ジム・モリノー〈ゲイリー・ファイルズ〉）

### テレビアニメ
1963年
- 8マン（ケン谷）
- 鉄腕アトム (アニメ第1作)（トムソン）

1965年
- スーパージェッター（サード・キャノン、宇宙艦隊司令官）

1966年
- ハリスの旋風（岩波先生）

1968年
- 巨人の星（1968年 - 1970年）
- リボンの騎士（ガーナ）

1969年
- 妖怪人間ベム（ギルバート）

1970年
- あしたのジョー

1971年
- アニメンタリー 決断
- 国松さまのお通りだい（岩波）

1972年
- 科学忍者隊ガッチャマン（総裁X）
- 樫の木モック（ダブル）

1973年
- 空手バカ一代（1973年 - 1974年、飛鳥拳）

1974年
- 柔道讃歌（帯刀省吾）

1975年
- アンデス少年ペペロの冒険（カルロス）

1978年
- 科学忍者隊ガッチャマンII（総裁X）
- 星の王子さま プチ・プランス（フランク）

1979年
- アニメーション紀行 マルコ・ポーロの冒険（サイード）
- ルパン三世 (TV第2シリーズ)

1983年
- まんが日本史（後醍醐天皇）

1984年
- OKAWARI-BOY スターザンS（ナレーター）

1986年
- 宇宙船サジタリウス（ラ・ムー）

1987年
- アニメ三銃士（リシュリュー）

1989年
- アイドル伝説えり子（アーサー・ハワード）
- 美味しんぼ（1989年 - 1993年、仁野、金昌栄、土田義助） - 1シリーズ + 特別編
- 笑ゥせぇるすまん（頼母）

1990年
- ジャングル大帝（クンツ）
- 八百八町表裏 化粧師（春永）

1994年
- 死にぞこない係長（大田原三十郎）
- 勇者警察ジェイデッカー（三浦警部）

1996年
- 機動戦艦ナデシコ（フクベ・ジン）

1997年
- 名探偵コナン（1997年 - 2014年、茶木神太郎）

1998年
- ゲゲゲの鬼太郎（第4作）（だるま）

1999年
- 週刊ストーリーランド（ナレーション、親分）

2000年
- Sci-Fi HARRY（マイク・スタンフォード）
- アニメまんざい（おじいさん）

2001年
- 砂漠の海賊!キャプテンクッパ（カクテキ）

2002年
- アソボット戦記五九（クチナ）

2003年
- THE ビッグオー second season（R・フレデリック・オライリー）

2004年
- 魁!!クロマティ高校（ナレーション）
- ONE PIECE（ジョナサン）

2005年
- MONSTER（ペトル・チャペック）

2006年
- 銀色のオリンシス（シュンノスケ）

2009年
- ねぎぼうずのあさたろう（大旦那）

2011年
- へうげもの（千利休〈千宗易〉、ナレーション）

2012年
- まじっく快斗（2012年 - 2014年、茶木神太郎） - 2シリーズ

### 劇場アニメ
1970年
- 巨人の星 大リーグボール

1982年
- 伝説巨神イデオン 接触篇 THE IDEON; A CONTACT（ナレーター）
- 伝説巨神イデオン 発動篇 THE IDEON; Be INVOKED（ナレーター）

1983年
- クラッシャージョウ（バレンスチノス）

1987年
- ドラえもん のび太と竜の騎士（軍団長）

1989年
- アニメ三銃士 アラミスの大冒険（リシュリュー枢機卿）

1992年
- 紅の豚（空賊連合ボス）

1999年
- 名探偵コナン 世紀末の魔術師（茶木神太郎）

2000年
- 越後の昔ばなし あったてんがのぉ（サトリ、和尚）

2008年
- 名探偵コナン 戦慄の楽譜（堂本一揮）

### OVA
1969年
- ルパン三世 パイロットフィルム（ナレーション）

1986年
- アーバンスクウェア 琥珀の追撃（望月刑事）

1988年
- 機甲猟兵メロウリンク（スタルコス軍曹）

1989年
- イース（ゴーバン）
- 極黒の翼バルキサス（バロール）
- 銀河英雄伝説（クブルスリー大将）

1990年
- 新カラテ地獄変（ナレーション）
- リカちゃん ふしぎな不思議なユーニア物語（カエル）

1991年
- DETONATORオーガン（アイザック）
- BURN-UP（隊長）
- ロードス島戦記（カノン王）

1992年
- 創世機士ガイアース（ウォーロック）
- BASTARD!! -暗黒の破壊神-（1992年 - 1993年、ジオ・ノート・ソート）

1993年
- ジョジョの奇妙な冒険（DIO / ディオ・ブランドー）

1994年
- おたくの星座（ナレーター）
- GATCHAMAN（総裁X）

1996年
- BURN-UP W（長官）

1997年
- 機動戦艦ナデシコ 特別先行編 Belle Eguipeへようこそ（フクベ・ジン）

1998年
- ゲキ・ガンガー3 熱血大決戦!!（ジャシン大帝、ハイベリオン大帝）

2000年
- ジョジョの奇妙な冒険 ADVENTURE（ディオ）

### 特撮
1971年
- ミラーマン（ミラーマンの父の声）

1972年
- 超人バロム・1（ナレーション）

1973年
- ジャンボーグA（デモンゴーネ〈男〉の声）

1975年
- アクマイザー3（ナレーション）
- 秘密戦隊ゴレンジャー（ナレーター〈初代〉）

1985年
- 電撃戦隊チェンジマン（ナレーション）

1989年
- 高速戦隊ターボレンジャー（ナレーション）

1995年
- 超力戦隊オーレンジャー（ナレーション）

1996年
- 激走戦隊カーレンジャー（リッチハイカーの声 / リッチリッチハイカーの声、床屋）

2006年
- 轟轟戦隊ボウケンジャー（ミスター・ボイスの声）
- 轟轟戦隊ボウケンジャー THE MOVIE 最強のプレシャス（ミスター・ボイスの声）

2007年
- 轟轟戦隊ボウケンジャーVSスーパー戦隊（ミスター・ボイスの声）

2010年
- 大魔神カノン（ドウカンの声）

2013年
- 非公認戦隊アキバレンジャー シーズン痛 第6痛（本人役）

### ゲーム
1997年
- 天外魔境 第四の黙示録（ロメロ館長）

1998年
- サウザンドアームズ（メデウス皇帝）

2000年
- CARRIER（アーロン・バーク）

2001年
- ザ・警察官 新宿24時（ナレーション）

2005年
- 喧嘩番長（ナレーション）

2006年
- ゼノサーガ エピソードIII［ツァラトゥストラはかく語りき］（アイゼン・メイガス）

2007年
- 喧嘩番長2 フルスロットル（2007年、ナレーション）

### ドラマCD
- 機動戦士ガンダム0083 STARDUST MEMORYルンガ沖砲撃戦（アリスタイド・ヒューズ）
- 覇王大系リューナイト CDシネマ1「ブラボー砦の決闘」（モーゼフ大佐）

### ナレーション
- 柔道一直線（1969年 - 1971年、TBS）
- 高原へいらっしゃい（1976年、TBS）
- 水曜スペシャル 「川口浩探検隊シリーズ」（1977年 - 1986年、ANB）
- 私鉄沿線97分署（1984年 - 1985年、ANB・国際放映）※予告ナレーション
- 警察24時シリーズ（ANB）
- '88ワールドプロレスリング（1988年、ANB）
- ギミア・ぶれいく「徳川埋蔵金発掘プロジェクトシリーズ」（1989年 - 1992年、TBS）
- TVチャンピオン → TVチャンピオン2（1992年 - 2008年、TX）※2009年以降の特番も担当
- TVジェネレーション（1993年 - 1994年、TBS）
- さんまのスーパーからくりTV（TBS）
- 藤岡弘、探検隊シリーズ（2003年 - 2005年、ANB → EX）
- 世界の超豪華・珍品料理（1986年 - 1998年、CX）
- トリビアの泉 〜素晴らしきムダ知識〜（2004年3月17日、CX系）
- カワズ君の検索生活（2006年、CX）
- 脳内エステ IQサプリ ミステリアスサプリSP!（2008年、CX）
- 日本の城（2010年、朝日ニュースター）
- 大林組 安全教則ビデオ

### テレビドラマ
- 維新風雲録
- 牛若丸島めぐり
- 馬を売る女
- おかあさん
- くちづけ
- 作左物語
- 左近右近
- 白い傷あと
- 根っこ物語

### 映画
- 忍者武芸帳（柳生宗厳）

### オリジナルビデオ
- 闘牌伝アカギ（ナレーション）
  - 雀魔アカギ

### CM

#### テレビ
※注記が無いCMはすべてナレーション。
- 日本コカ・コーラ
  - 「スプライト」（1977年 - 1978年）
- サントリー
  - 「デリカ・ライト」（1978年）
- スワイヤマグネティックス・ジャパン リミテッド[注 2]
  - 「カセットテープ プラス5シリーズ」[注 3]（1979年）
- 松下電器産業
  - 「電子制御エアコン ホット＆クール」（1979年）
  - 「ナショナルモミモミ」（1981年）
  - 企業広告（1986年、パラボラアンテナ編）
- シャープ
  - 「ザ・サーチャー W818」（1980年）
- タカラ
  - 「NEW人生ゲーム」（1980年）
- ダスキン
  - 「ダスキンハンディモップ」（1980年）
- 服部セイコー
  - 「アラームクロノグラフ」（1980年）
- 花王石鹸
  - 「ザブ酵素」（1980年 - 1982年）
- カシオ計算機
  - 「カシオ占い電卓」（1981年）
- 川崎製鉄
  - 企業広告（1981年）
- 森下仁丹
  - 「仁丹」（1981年）
- 明星食品
  - 「明星チャルメラ」（1981年 - 1983年）
- 東京電力
  - 企業広告（1981年、関東ローカル）
- トーヨーサッシ
  - 「Dan（）」（1982年）
- 松竹
  - 「伝説巨神イデオン 接触篇 発動篇」（1982年）
- 東京穀物商品取引所
  - 企業広告（1982年）
- 日本通運
  - 「ペリカン便」（1982年）
- 三愛
  - 「三愛 冬のバーゲン」（1982年、関東ローカル）
- 小林薬品工業
  - 「ヒストミン」（1982年、中京ローカル）
- 味の素
  - 「アルギンZ」（1983年、映画『南極物語』の撮影シーンが映る）
- ハウス食品工業
  - 「ハウス麻婆亭」（1983年）
- リョービ
  - 「ドアマン ロックンロック」（1983年）
- 興和
  - 「キャベジン」（1983年）
- 菊正宗酒造
  - 「菊正宗」（1980年代 - 1990年代）
  - 「キクマサパックピン」（1983年 - 1986年）
  - 「キクマサナマパック」（1986年）
  - 「菊正宗本醸造」（1990年）
  - 「キクマサさけパック」（1990年 - 1994年）
- 野村トーイ
  - 「スカイヘリ」（1984年）
- 三井ホーム
  - 企業広告（1984年 - 1986年）
- ウチダ和漢薬
  - 「ウチダの浴剤」（1985年）
- ヤンマー農機
  - 「ヤンマーバックホーン」（1985年）
- リクルート
  - 「週刊就職情報」（1985年。ヤリガイ磨き編、ヤリガイクリーム編。顔出し出演〈課長役〉）
- レナウン
  - 「バサレット・ニューヨークフィット」（1985年）
- 夕刊フジ
  - 企業広告（1985年、様々なドラマ編）
- 大阪ガス
  - 「乾太くん」（1985年、衣類乾燥進化論編。関西ローカル）
- 日立製作所
  - 企業広告（1985年、Interface 文字編）
  - 「ビジネステレホン」（1986年）
  - 「静御前Bio（）」（1989年）
- フィリップモリス・ジャパン
  - 「フィリップモリス・ライトFK」（1985年）
  - 「メリット・ライトメンソール」（1989年）
  - 「メリット・ライトKS」（1989年 - 1990年）
- 郵政省
  - 「郵便サービス」（1986年）
- 講談社
  - 「コミックボンボン7月号」（1986年）
- ヤナセ
  - 「フォルクスワーゲン・ゴルフ」（1986年、1988年）
- 小林製薬
  - 「ペット&スモーク 部屋コロン」（1987年、顔出し出演）
  - 「バスタニック クリームクレザー」（1987年）
  - 「のどぬ〜る」（1988年 - 1991年。顔出し出演[49]、ナレーション兼任）
  - 「のどぬ〜るスプレー」（1991年・1995年、ともに顔出し出演。※1995年はナレーション兼任[注 4]）
- 岩谷産業
  - 「みはり」[注 5]（1989年）
- マスターフーズ
  - 「ブレッキーズ」（1989年）
- 飯坂温泉ホテル聚楽
  - 企業広告（1980年代）
- バンダイ
  - 「ウルトラマンG ウルトラ怪獣＆ウルトラヒーローシリーズ」（1990年）
  - 「ヨーカイザー」（1998年）
- ブリティッシュ・エアウェイズ[注 6]
  - 企業広告（1990年）
- 大松物産
  - 「ダイマツボウル」（1990年、福島県ローカル）
- 永谷園
  - 「おとなのふりかけ」（1996年、つまみ食い編）
- ソニー・コンピュータエンタテインメント
  - 「ラリークロス」（1997年）
- 日清食品
  - 「カップヌードル イタリアンシーフードヌードル」（2002年）
- JA共済
  - 「愛のかたち」（2005年）
- 任天堂
  - 「ファイアーエムブレム 新・暗黒竜と光の剣」（2008年）
- 日本ケンタッキー・フライド・チキン
  - 「秋のファン感謝キャンペーン」（2012年）
- キンコー醤油
  - 「めんつゆ」（鹿児島県ローカル）

##### 番組宣伝
※本編のナレーションを担当した番組を除く。
- 日本テレビ
  - 『火曜サスペンス劇場』（1988年、赤い靴殺人事件）
- A-1 Pictures
  - 『世紀末オカルト学院』（2010年、番宣PVのナレーションも担当）

#### ラジオ
- 松下電器産業
  - 「ナショナルネオハイトップ乾電池」（1969年）
- ライオン油脂
  - 「エメロン石鹸」（1972年）
- シェル石油
  - 「シェルカードックサービス」（1973年）
- ヤング友の社
  - 「青春相談日本一周」（1979年）
- 菊正宗酒造
  - 「菊正宗」（1970年代 - 1990年代）
- オリベッティ
  - 「オリベッティ・コンピュータ」（1980年）

### その他コンテンツ
- E.T. アドベンチャー（モンスター・ダック）
- スポ根列伝〜ヒーロー・ヒロインのクライマックス〜
- TOKYO FM サントリー・サタデー・ウェイティング・バー“アヴァンティ” 教授
- 東京国立博物館「対決 巨匠たちの日本美術」音声ガイド（尾形乾山）
- こどもにんぎょう劇場
  - 「やま女房」
  - 「つがにの恩がえし」
  - 「黒いきこりと白いきこり」
- 玉川学園創立30周年記念音楽祭 第四楽章「思い出の歌」第2話（1960年） - 賛助出演[50]